# گوندوالا
گوندوالا (به لاتین: Gondewala) یک منطقهٔ مسکونی در سری‌لانکا است که در استان مرکزی (سری‌لانکا) واقع شده‌است.